# Liparodonta uniformis
Liparodonta uniformis is een vlinder uit de familie spinneruilen (Erebidae), onderfamilie donsvlinders (Lymantriinae). De wetenschappelijke naam van deze soort is voor het eerst geldig gepubliceerd in 1927 door Hering.
De soort komt voor in tropisch Afrika.